# Helicogonus
Helicogonus är ett släkte av mångfotingar. Helicogonus ingår i familjen Spirostreptidae.
Kladogram enligt Catalogue of Life:
| Helicogonus | \| \| Helicogonus dentiger \| \| \| \| \| \| Helicogonus generalensis \| \| \| \| \| \| Helicogonus geraesius \| \| \| \| |
|             | \| \| Helicogonus dentiger \| \| \| \| \| \| Helicogonus generalensis \| \| \| \| \| \| Helicogonus geraesius \| \| \| \| |
|             | Helicogonus dentiger |
|             | |
|             | Helicogonus generalensis                                                                                                  |
|             | |
|             | Helicogonus geraesius |
|             | |